# Конор Хелибејк
Конор Чарлс Хелибејк (енгл. Connor Charles Hellebuyck — Детроит, 19. мај 1993) професионални је амерички хокејаш на леду који игра на позицијама голмана.
Члан је сениорске репрезентације Сједињених Држава за коју је на међународној сцени дебитовао на светском првенству 2015. године. На том првенству Сједињене Државе су освојиле бронзану медаљу, а Хелибејк је уврштен у идеалну поставу првенства.
Учествовао је на улазном драфту НХЛ лиге 2012. где га је као 130. пика у петој рунди одабрала екипа Винипег џетса. За Џетсе игра од 2015. године.